# Арена О2 (Лондон)
Арена О2 је мултифункционална дворана у којој су се током Летњих олимпијских игара 2012. одржавала такмичења у гимнастици и кошарци. За време игара дворана је носила службено име Северногриничка арена 1 (енгл. North Greenwich Arena 1). Смештена је у оквиру великог забавног комплекса The O2 на Гриничком полуострву у Лондону (Енглеска).
Са капацитетом до 20.000 места за седење друга је по капацитету у Уједињеном Краљевству, одмах иза Манчестер арене чији је капацитет до 21.000 места. Године 2008, Арена О2 је добила титулу најпрометније концертне дворане у свету (преузевши титулу управо од дворане у Манчестеру).

## Историјат дворане
Градња арене започела је 2003. испод сводова већ постојеће Миленијумске куполе која је 2001. прешла у закуп компаније Meridian Delta Ltd. и која је планирала да на том месту направи забавни комплекс (укључујући и дворану). Због немогућност кориштења кранова приликом градње крова дворане, кровна конструкција је састављена на терену испод куполе и потом подигнута на одговарајуће носаче. Зидови дворане су потом подигнути око крова. Занимљиво је да је сама дворана у потпуности посебна структура која с еналази у централном делу куполе и одвојена је од остатка грађевине. Заузима око 40% простора испод куполе.
Трибине у дворани су покретне и могу се у зависности од потреба померати и мењати положај. Такође је и централни део намењен разним манифестацијама подложан променама, како у подлози тако у димензијама.
Приликом градње арене водило се рачуна о акустичности саме дворане, јер управо је слаба акустика представљала главни проблем у до тада постојећим лондонским дворанама када су у питању музички догађаји.
Градња је завршена у јулу 2007. године и већ у првих 5 месеци по отварању кроз арену је продефиловало 1,2 милиона посетилаца, што је лондонску арену сврстало на треће место по броју посета те године (одмах после дворане у Манчестеру са 1,25 милиона и Медисона у Њујорку са 1,23 милиона посетилаца). Већ наредне године службено је проглашена најфрекфентнијом двораном са преко 2 милиона посетилаца годишње.
Од отварања дворана је угостила многобројне музичке звезде данашњице, као што су Елтон Џон, Џон Бон Џови, Кети Пери, Том Џоунс, Кајзер чифс, Бритни Спирс, Лејди Гага, Ролингстонси и многи други. Такође била је домаћин и многобројних спортских догађаја.

### Олимпијске игре
Током Летњих олимпијских игара 2012. у овој дворани ће се одржавати такмичења у гимнастици (том приликом капацитет дворане бит ће 16.500 места) и финалне утакмице у кошарци (капацитет 20.000 места). Због спонзорских уговора које има МОК дворана ће током олимпијских игара бити преименована у Северногриничку арену (енгл. North Greenwich Arena).